# Philodromus immaculatus
Philodromus immaculatus là một loài nhện trong họ Philodromidae.
Loài này thuộc chi Philodromus. Philodromus immaculatus được J. Denis miêu tả năm 1955.